# NeuroMatrix
NeuroMatrix — микропроцессорная архитектура, разработанная в компании НТЦ «Модуль». Выпущены и готовятся к выпуску несколько представителей архитектуры. Наиболее известен первый представитель семейства, микропроцессор Л1879ВМ1 (nm6403). Устройства на базе NeuroMatrix предназначены для цифровой обработки сигналов.

## Архитектура
Благодаря ряду аппаратных особенностей микропроцессоры этой серии могут быть использованы не только в качестве специализированных процессоров цифровой обработки сигналов, но и для создания нейронных сетей.

### Программное обеспечение
Для NeuroMatrix существует набор средств разработки программ (SDK), включающий компилятор C/C++, драйверы, а также прикладные библиотеки.

## Микропроцессоры архитектуры NeuroMatrix

### nm6403 (1879ВМ1)
Разработан в 1990-х годах, изготовлен в 1998 году на фабрике Samsung. Самый первый из микропроцессоров семейства.
Представляет собой высокопроизводительный микропроцессор с элементами архитектур VLIW и SIMD. В его состав входят устройства управления, вычисления адреса и обработки скаляров, а также узел для поддержки операций над векторами с элементами переменной разрядности. Кроме того, имеются два идентичных программируемых интерфейса для работы с внешней памятью различного типа, а также два коммуникационных порта, аппаратно совместимых с портами ЦПС TMS320C4x, для возможности построения многопроцессорных систем.
Тактовая частота 40 МГц. Технология КМОП 0,5 мкм. Установлен на следующие устройства:
мц431 — однопроцессорная PCI плата, ОЗУ 4 Мб, потребляемая мощность 2,0 Вт;

### nm6404(1879ВМ2)
Разработан в 2006 году. По системе команд полностью совместим с nm6403. Имеет более высокую производительность за счёт повышения тактовой частоты до 80Мгц и ряда особенностей реализации. Имеется внутрикристальная память объёмом 2 Мбит. Технология изготовления — КМОП 0.25 мкм.

### nm6405(1879ВМ4)

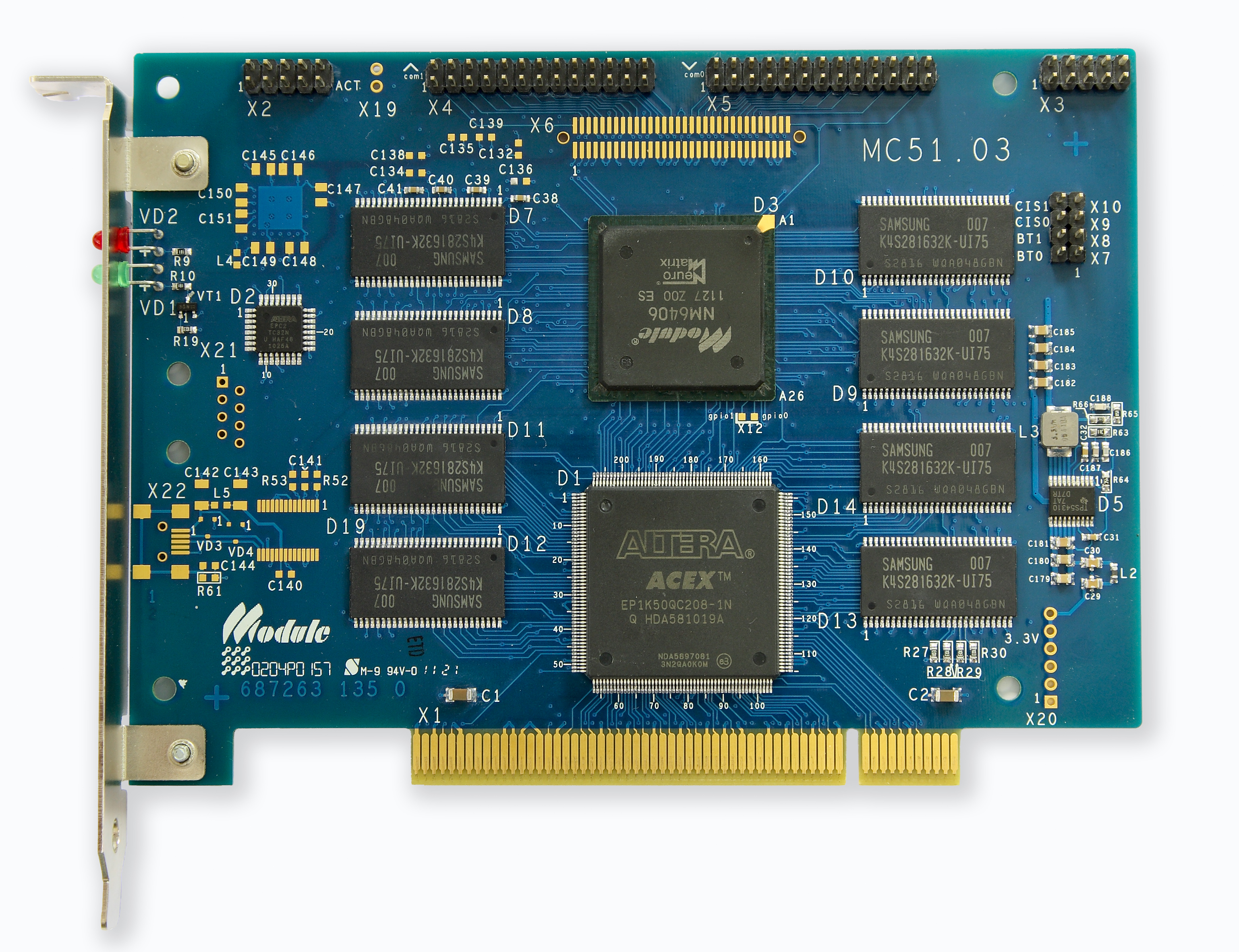
Печатная плата мц5103, с процессором nm6406.

1879ВМ4 разработан в 2009 году. В 2010 году произведены опытные образцы процессора и изготовлены инструментальные платы — мц5101. Данный процессор первый из использующих ядро NeuroMatrix последнего поколения — nmc3.

### nm6406(1879ВМ5Я)

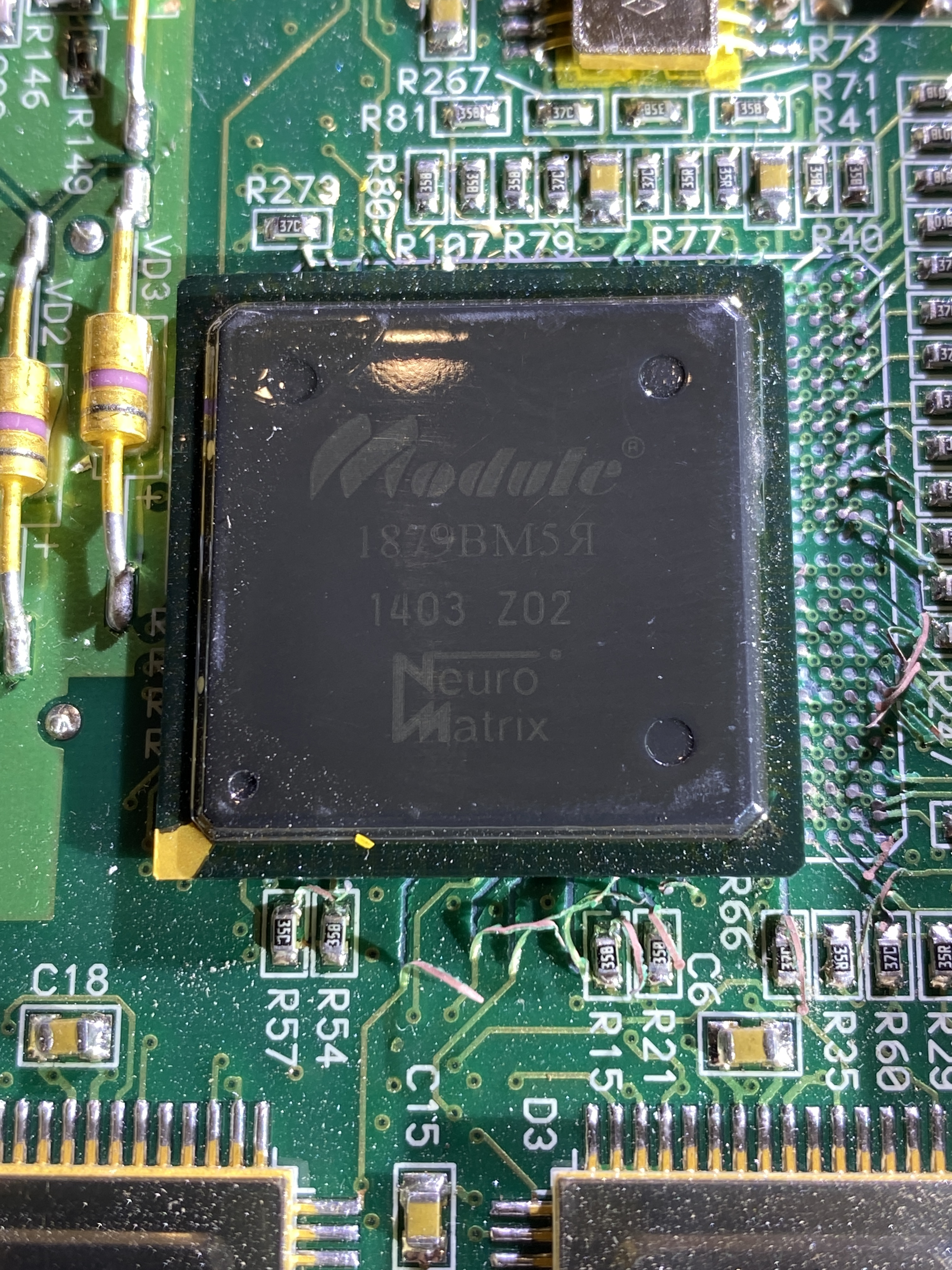
NeuroMatrix 1879ВМ5Я процессор

1879ВМ5Я разработан в 2013 году. Представляет собой высокопроизводительный микропроцессор цифровой обработки сигналов с векторно-конвейерной VLIW/SIMD архитектурой на базе запатентованного 64-разрядного процессорного ядра NeuroMatrix®.
Тактовая частота 320 МГц. Технология КМОП 90 нм.

### nm6407(1879ВМ6Я)
1879ВМ6Я разработан в 2016 году. 1879ВМ6Я — высокопроизводительный процессор цифровой обработки сигналов. Архитектура процессора основывается на использовании нового поколения VLIW/SIMD процессорного ядра NMC4. Процессор содержит два процессорных ядра NMPU0 и NMPU1, каждый из которых включает 32/64-разрядный RISC процессор и векторный сопроцессор. Первый 64-разрядный сопроцессор предназначен для выполнения векторно-матричных операций над целочисленными данными переменной длины от 1 до 64 разрядов. Второй сопроцессор предназначен для векторных операций с плавающей точкой. На базе 1879ВМ6Я построен портативный вычислительный нейросетевой модуль МС121.01.
Тактовая частота 500 МГц. Технология КМОП 65 нм.

### nm6408(1879ВМ8Я)
1879ВМ8Я разработан в 2019 году. 1879ВМ8Я представляет собой универсальную платформу ориентированную на решение задач обработки больших потоков данных в реальном масштабе времени (цифровая обработка сигналов, обработка изображений, навигация, связь, эмуляция нейронных сетей и т. д.). Содержит четыре кластера, каждый из которых содержит RISC процессор ARM Cortex-A5 и четыре процессорных ядра NMC4, а также 32-х разрядный универсальный управляющий RISC процессор ARM Cortex-A5. На базе 1879ВМ8Я построен серверный нейросетевой вычислитель МС127.05.
Рабочая частота ядер NMC4 — 1 ГГц. Технология КМОП 28 нм.

### СБИС К1879ХК1Я (СБИС ЦУПП)
Система на кристалле К1879ХК1Я содержит в своём составе два ядра nmc3. СБИС предназначена для использования в качестве основы входного тракта цифрового приёмника. Разработана по заказу и совместно с КБ Навис. Ядра nmc3 здесь отвечают за обработку данных, получаемых от блока предобработки сигнала, который в свою очередь, соединён с АЦП, управлением занимается ядро ARM1176.

### СБИС К1879ХБ1Я
Система на кристалле СБИС ДЦТС (декодер цифрового телевизионного сигнала) разработана в 2011 году. Предназначается для декодирования цифрового телевизионного сигнала стандартной и высокой чёткости для ТВ приставок «Дженерал Сателайт», поставщик «НТВ-Плюс» и «Триколор ТВ». Процессор изготовлен по технологии 90 нм, чипы производятся на мощностях Fujitsu в Японии, затем будут производиться в Зеленограде. Кроме ядра NeuroMatrix в системе имеется ядро ARM1176 а также специализированные устройства. Ядро nmc3 выполняет задачу декодирования аудио-сигнала и работает на частоте 324 МГц.
На базе К1879ХБ1Я производится одноплатный микрокомпьютер MB 77.07.

### СБИС 1879ВЯ1Я
Цифровой унифицированный программный приёмник класса Система-на-Кристалле, обеспечивающий приём аналоговых сигналов, преобразование их в цифровой код и программную цифровую обработку.
СБИС 1879ВЯ1Я предназначена для создания унифицированной аппаратно-программной платформы цифровых программных приёмников и может быть использована для разработки мультисистемных помехоустойчивых навигационных устройств для интеллектуальных транспортных систем, авиации и судовой навигации, в том числе, и в приложениях, связанных с повышенным риском для жизни (Safety-of-Life Service; SoL). СБИС 1879ВЯ1Я обеспечивает приём всех используемых в настоящее время, а также перспективных радионавигационных сигналов, и способна одновременно работать по сигналам всех глобальных навигационных спутниковых систем (GPS, GALILEO, ГЛОНАСС) и во всех частотных диапазонах.
Разработан в 2013 году по технологии 90 нм КМОП. Содержит два 64-разрядных DSP процессора NeuroMatrix® NMC3 и 32-разрядный RISC-процессор ARM1176-JFZ-S с плавающей точкой.